# Ole Lilloe-Olsen
Ole Lilloe-Olsen (n. 27 aprilie 1883, Vestre Aker⁠(d), Comuna Oslo⁠(d), Norvegia – d. 29 aprilie 1940, Vestre Aker⁠(d), Comuna Oslo⁠(d), Norvegia) a fost un trăgător de tir ce a reprezentat Norvegia, medaliat olimpic. A participat la 2 ediții ale Jocurilor Olimpice (1920, 1924) în care a câștigat 5 medalii de aur și o medalie de argint.